# David Hunter Hubel
David Hunter Hubel (Windsor, Ontario, 1926. február 27. – Lincoln, Massachusetts, 2013. szeptember 22.) kanadai-amerikai neurofiziológus. A látókéreg kutatásért 1981-ben orvostudományi Nobel-díjban részesült.

## Tanulmányai
David H. Hubel a közvetlenül az amerikai határ mentén, Detroittal szemben fekvő kanadai Windsorban született 1926. február 27. Szülei, Jesse H. Hubel vegyészmérnök és Elsie M. Hunter mindketten amerikai állampolgárok voltak, akik munkájuk és családjuk kötött a kanadai városhoz: Hubel három nagyszülője Kanadában született, a negyedik a bajorországi Nördlingenből vándorolt ki Detroitba és gyógyszerészként jelentős vagyonra tett szert a zselatinkapszulák tömeggyártásának kifejlesztéséért. 1929-ben családja elköltözött Montrealba. Hattól tizennyolc éves koráig a Strathcona Academyre járt a város Outremont kerületében. Gyerekként az elektronika és a kémia érdekelte; volt hogy a rendőrség is ellátogatott hozzájuk, amikor a kálium-klorát és cukor keverékéből készített robbanóanyaga a szomszédos házakat is megrázta.
A középiskola után a montreali McGill Egyetemen tanult matematikát és fizikát, majd az alapképzés elvégzésével, 1947-től az orvosi szakon folytatta tanulmányait. Az orvosképzésből leginkább a biokémia érdekelte és Herbert Jasper neurofiziológus laboratóriumában kutatómunkát is végzett. 1951-ben megkapta orvosi diplomáját, elvégezte kórházi gyakorlatát és rezidentúráját egy neurológiai klinikán. Eközben két nyáron Jasper laboratóriumában az elektroenkefalogramok (EEG-k) értelmezésével foglalkozott. 

## Munkássága
1954-ben a Johns Hopkins Egyetem kórházában akarta folytatni rezidentúráját, de mivel szülei révén amerikai állampolgár is volt, azonmód behívták a hadseregbe. Végzettsége miatt a sereg kutatókórházába, a Walter Reed Intézetbe osztották be. Hubel Michelangelo Fuortes neurofiziológiai laboratóriumába került, aki a gerincvelő reflexeit vizsgálta. Hubel a kísérleti állatok (macskák) agykérgébe ültetett wolframelektródokat és az agy területeinek elektromos aktivitását figyelte a szabadon mozgó állatok különböző tevékenységei és alvása alatt. A német Richard Jung kísérleteit megismételve felfedezte, hogy az altatásban lévő macskák látókérgének egyes neuronjai csak akkor lépnek működésbe ha kezét elmozgatta nyitott szemük előtt, sőt voltak olyanok, amelyek csak bizonyos irányú mozgásra reagáltak.
1958-tól Hubel a Johns Hopkins Egyetem Wilmer Intézetében kezdett dolgozni, ahol Stephen Kuffler retinakutató laboratóriumában ideiglenesen (amíg az élettani részleget renoválták) a svéd Torsten Wiesel mellé osztották be. A két kutató együttműködése aztán huszonöt éven át tartott. Kuffler egy évvel később átment a Harvard Egyetem orvosi szakára, Hubel és Wiesel pedig követte őt. Laboratóriumuk néhány évvel később a Harvard neurobiológiai tanszékévé nőtte ki magát.
Hubel és Wiesel azt vizsgálta, hogyan bontja le a retina a képet elektromos jelekre és az agy látókérge (vizuális kortexe) hogyan reagál ezekre és hogyan értelmezi ezeket képként. Felfedezték, hogy bizonyos látókérgi neuronok a fényfoltokra alig reagáltak, ha azonban a dia széle belelógott a macskának mutatott képbe, azonnal erősen tüzelni kezdtek; kiderült hogy ezek feladata a függőleges vonalak azonosítása. Egy 1962-es közleményükben összegezték addigi eredményeiket és megállapították, hogy a látókéreg idegsejtjei oszlopokba rendeződnek és az ezekben lévő idegsejtek hasonló orientációjú vonalakat érzékelnek. Azt is felfedezték, hogy az idegsejtek hajlamosak inkább az egyik szemtől kapni stimulust (bár valamilyen szinten mindkét szemtől kapnak). Feltételezték, hogy a kortex neuronjai hierarchiába rendeződnek és az egyes jeleket fogó "egyszerű" idegsejtek érzékelését "komplex" sejtek összegzik.
Az 1960-as évek közepén elkezdték a látókéreg egyedfejlődés közben mutatott változásának vizsgálatát. Korábban is tudták, hogy a hályoggal született csecsemők látása soha nem lesz tökéletes, akkor sem, ha a hályogot később műtétileg eltávolítják. Amikor újszülött kismacskák egyik szemét hosszabb időre lefedték, arra a szemükre felnőttként rosszabbul láttak és anatómiai változásokat is megfigyeltek a látókéregben. A látásvesztés kevésbé volt súlyos, ha néhány hónapos macskákkal végezték a kísérletet, felnőtt állatokkal pedig nem sikerült hasonló hatást elérni. Megállapították, hogy a látókéreg normális fejlődéséhez feltétlenül szükséges, hogy születés után megfelelő ingerek érjék az agyat. Később az emberhez jobban hasonlító majmok vizsgálatából kiderült, hogy a kritikus periódus az első 4-6 hét, kevésbé fontos az ezután következő néhány hónap, egyéves majmok látását pedig már nem lehet ezzel a módszerrel befolyásolni.
Hubel egész aktív életében a Harvardon maradt, ahol 1965-től az élettan, 1968-tól pedig a neurobiológia professzoraként alkalmazták.
1981-ben Hubel, Wiesel és a szintén amerikai agykutató Roger Sperry kapta az orvostudományi Nobel-díjat "a vizuális rendszer információfeldolgozásának kutatásáért". Valószínűleg Kuffler is megkapta volna a legnívósabb tudományos elismerést, de ő egy évvel korábban, 1980-ban meghalt. 

## Elismerései
- 1978 Louisa Gross Horwitz-díj
- 1980 Dickson-díj
- 1981 Fiziológiai és orvostudományi Nobel-díj

Tagja volt az amerikai Nemzeti Tudományos Akadémiának (1971-től), az Amerikai Művészeti és Tudományos Akadémiának (1965), az Amerikai Filozófiai Társaságnak (1982) és a brit Royal Societynek (1982). Összesen tizenhárom egyetem választotta díszdoktorává.

## Családja
David Hubel 1954-ben feleségül vette Ruth Izzardot, aki szintén a McGill Egyetemen tanult pszichológiát. Három fiuk született, Carl, Eric és Paul. Munkáján kívül számos hobbinak hódolt: jól zongorázott és furulyázott, asztaloskodott és lakatoskodott (a háza legtöbb bútorát, lámpáját és képkeretét saját kezűleg készítette); szőnyeget szőtt és rádióamatőr volt. Az angol mellett franciául, németül és japánul tudott. A sportokat illetően kerékpározott, vitorlázott, síelt és teniszezett.
David Hubel 2013. szeptember 22-én halt meg a massachusettsi Lincolnban, veseelégtelenség következtében.